# Cazuela (récipient)
Pour le mets originaire d'Amérique du Sud, voir Cazuela.

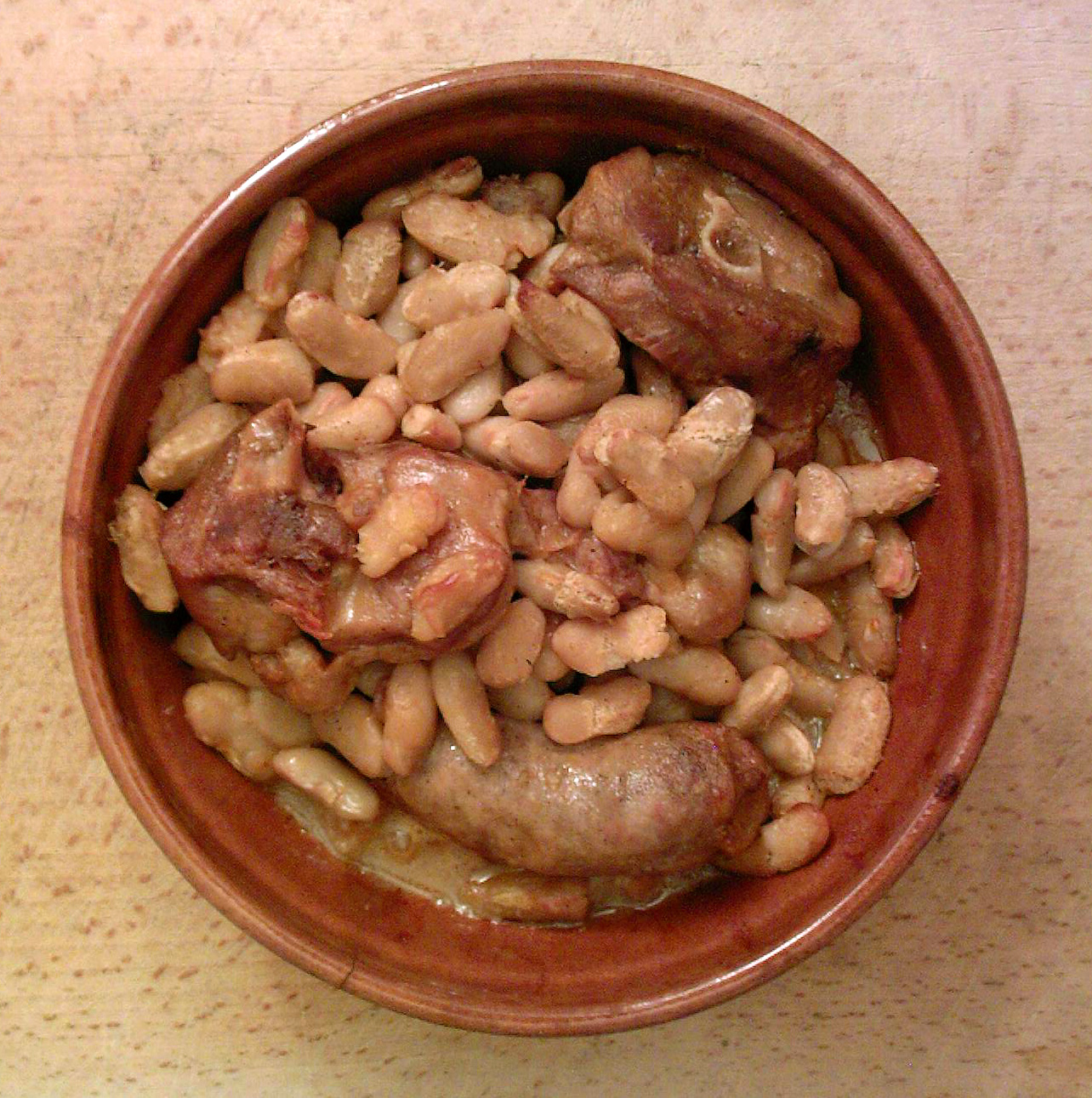
Un cassoulet servi dans une cazuela

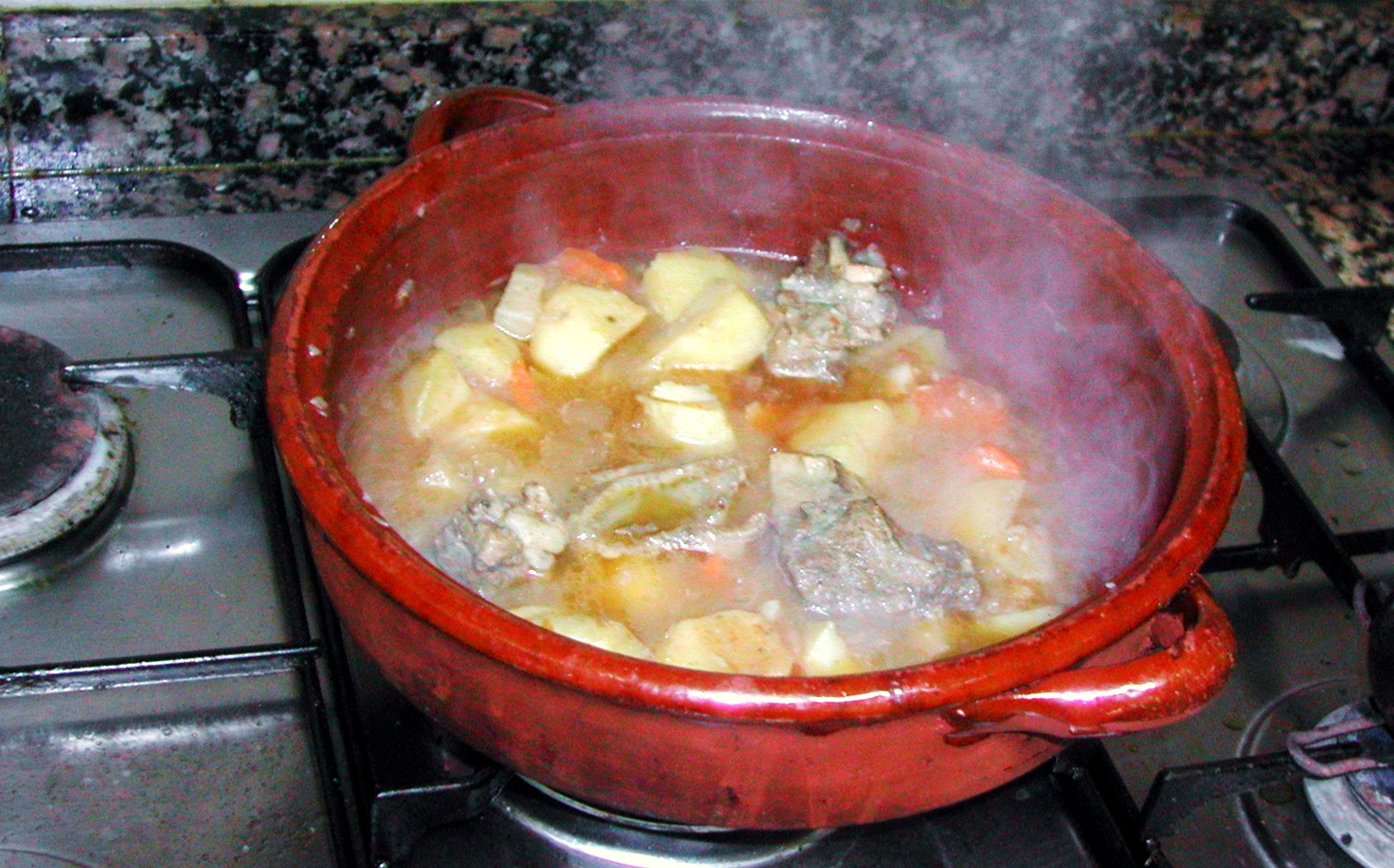
Un escalduns majorquin cuisiné dans une cazuela.

La cassole ou cazuela en terre cuite est un des récipients des plus anciens connus employés comme vaisselle sur la table. Elle est fabriquée par un potier, et est considérée comme un des précurseurs du plat. De nos jours, elle est employée pour donner un aspect esthétique (rustique) à un plat traditionnel ou pour servir dans un récipient fonctionnel qui préserve la chaleur.

## Usage
Dans la cuisine, on emploie fréquemment des plats qui sont enfournés. Parfois, ce récipient est servi ainsi même aux convives, les aliments étant cuisinés dans la cazuela, elle-même mise sur la table. Il est conseillé, en achetant une cazuela, de la remplir d'eau froide pendant toute une nuit avant son utilisation. Le jour suivant, elle doit être séchée et le fond frotté avec une gousse d'ail et de l'huile végétale.

## Plats cuisinés encazuela

### Gastronomie espagnole
- Ajiaco
- Almejas a la marinera
- Asadillo de la Mancha
- Bacalao al ajoarriero
- Carcamusa
- Cocidos : dafina, cocido madrilene, etc.
- Duelos y quebrantos
- Gambas al ajillo
- Marmitako
- Patatas meneás
- Perdrix à l'escabèche
- Soupe à l'ail

### Gastronomie française
- Baeckeoffe
- Cassoulet
- Quiche

## Voir également